# Stigmaphyllon bonariense
Stigmaphyllon bonariense är en tvåhjärtbladig växtart som först beskrevs av William Jackson Hooker och Arn., och fick sitt nu gällande namn av C.E. Anderson. Stigmaphyllon bonariense ingår i släktet Stigmaphyllon och familjen Malpighiaceae. Inga underarter finns listade i Catalogue of Life.